# Indigofera asterocalycina
Indigofera asterocalycina là một loài thực vật có hoa trong họ Đậu. Loài này được Gilli miêu tả khoa học đầu tiên.